# Elvis (nome)
Elvis  è un nome proprio di persona inglese maschile.

## Origine e diffusione
Nome giunto alla ribalta grazie ad Elvis Presley, che fu chiamato così dal secondo nome di suo padre. L'origine etimologica del nome è però ignota, e sono state formulate più ipotesi al riguardo: potrebbe essere un derivato di Alvis o di Elwin, ma più plausibilmente rappresenta una ripresa del raro cognome inglese Elvis, probabilmente derivante da un altro cognome, Elwes, a sua volta proveniente dal nome Eloise.
Va notato che "Elvis" è anche uno dei modi in cui viene anglicizzato il nome di sant'Albeo (o Ailbeo), un discepolo di san Patrizio che è considerato il primo vescovo di Emly, ma è assai improbabile che il nome del cantante, sorto negli Stati Uniti nel XIX secolo, abbia qualcosa a che fare con tale figura.

## Onomastico
Il nome è adespota, non essendo portato da alcun santo. L'onomastico ricade il 1º novembre, giorno di Ognissanti.

## Persone

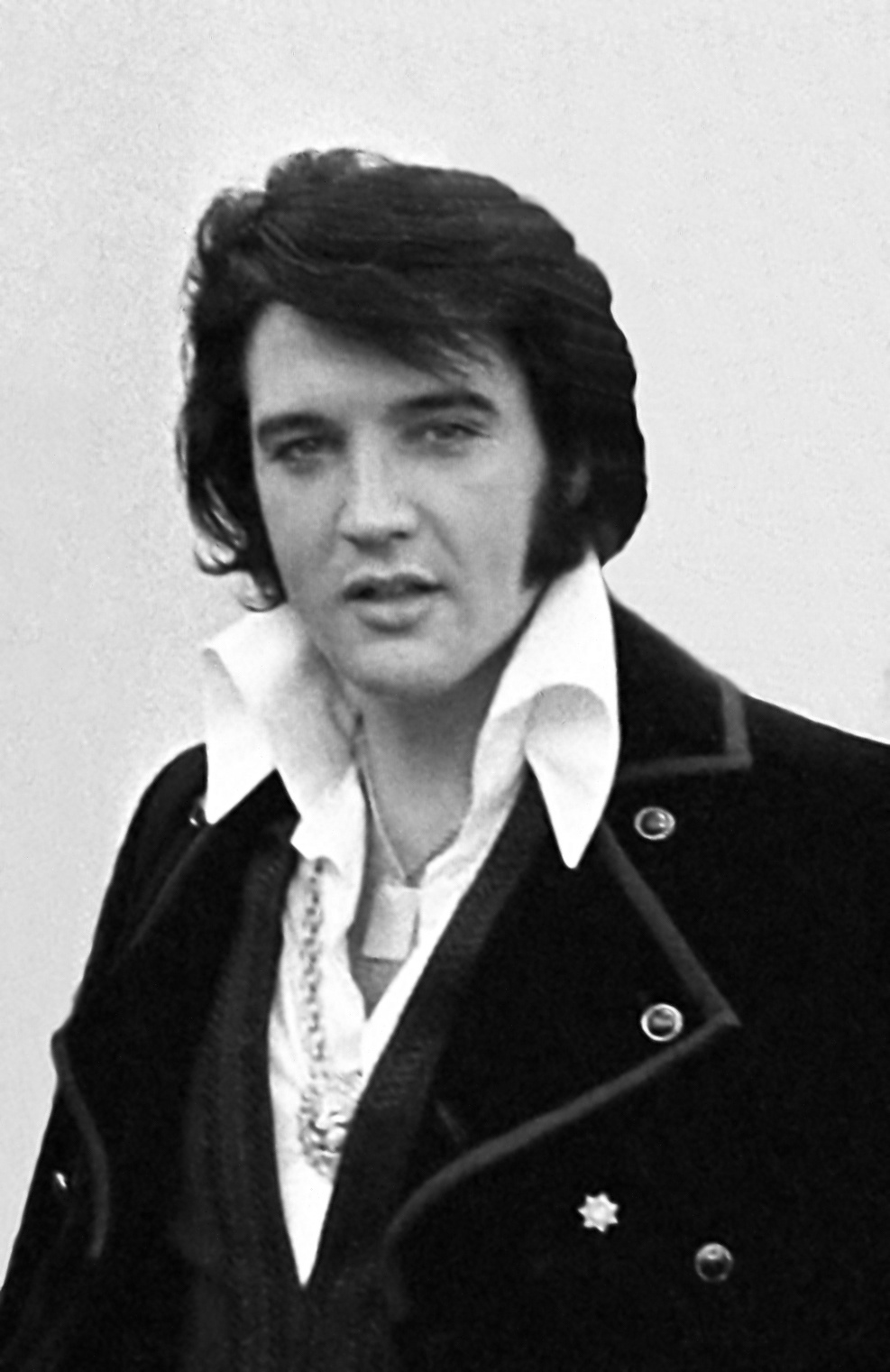
Elvis Presley

- Elvis Abbruscato, allenatore di calcio ed ex-calciatore italiano
- Elvis Bešlagič, hockeista su ghiaccio e allenatore di hockey su ghiaccio sloveno naturalizzato tedesco
- Elvis Brajković, dirigente sportivo e calciatore croato
- Elvis Costello, cantautore, chitarrista e compositore britannico
- Elvis Crespo, cantante portoricano
- Elvis Dumervil, giocatore di football americano statunitense
- Elvis Évora, cestista capoverdiano naturalizzato portoghese
- Elvis Grbac, giocatore di football americano statunitense
- Elvis Kafoteka, calciatore malawiano
- Elvis Merkzlikins, hockeista su ghiaccio lettone
- Elvis Perkins, cantautore statunitense
- Elvis Presley, cantante, attore e chitarrista statunitense
- Elvis Rolle, cestista bahamense
- Elvis Sinosic, artista marziale misto australiano
- Elvis Tsui, attore cinese
- Elvis Vermeulen, rugbista a 15 francese

## Il nome nelle arti
- Elvis è un personaggio del film del 2008 Quantum of Solace, diretto da Marc Forster.
- Elvis Cole è un personaggio creato da Robert Crais e apparso in numerosi dei suoi romanzi.